# Inconceivable
Inconceivable è un film del 2017 diretto da Jonathan Baker. 
Film thriller statunitense sceneggiato da Chloe King, con protagonisti Gina Gershon, Faye Dunaway, Nicolas Cage e Natalie Eva Marie. Il film è stato distribuito il 30 giugno 2017 da Lionsgate Premiere.

## Trama
Dopo diversi tentativi andati a vuoto, Angela e Brian sono riusciti a diventare genitori grazie ad una procedura di fecondazione assistita. La piccola, chiamata Cora, ha compiuto quattro anni e i genitori sono felicissimi, tanto da pensare di ampliare ancora la famiglia, questa volta grazie all'aiuto di una madre surrogata. Un giorno Angela incontra la giovane Katie, trasferita da poco da un'altra città, madre single di Maddie una bambina della medesima età di Cora, e le due donne stringono un legame di profonda amicizia. Katie riesce a conquistarsi così tanto affetto e fiducia che non solo viene ospitata nella dépendance di casa, non solo le viene offerto un lavoro da babysitter, ma viene infine prescelta per la nuova surrogazione di maternità . La donna, che cela degli oscuri segreti, comincia però a comportarsi in maniera insolita, legandosi morbosamente a Cora fino a farsi chiamare mamma dalla piccola e diventando una presenza sempre più invadente in famiglia, irrispettosa della privacy della coppia. Della situazione sembra accorgersi solo Angela, che infatti inizia a spiarla e ad indagare sui suoi trascorsi, mentre Brian mantiene un atteggiamento affettuoso e protettivo, soprattutto perché la gravidanza proceda senza traumi. Angela, sempre più diffidente, cercando informazioni su internet scopre come Katie avesse già in passato, proprio quattro anni prima, portato a termine una gravidanza, dando alla luce dal suo grembo "in affitto" una bimba, la cui madre naturale era poco dopo morta in circostanze sospette. Spinta da questi riscontri, rendendosi conto che Katie sta addirittura cercando di avvelenarla somministrandole psicofarmaci di nascosto nelle bevande, Angela contatta un suo collega medico affinché esegua un test genetico su un campione biologico di Katie e Maddie: il risultato confermerà che le due non sono affatto madre e figlia, pertanto Katie si rivela essere definitivamente una pericolosa impostora. Le due ormai ex amiche a questo punto hanno un durissimo scontro a casa, in cucina, dove Katie arriva ad autoprocurarsi una ferita da taglio per inscenare una legittima difesa, mentre Angela ha la peggio subendo una coltellata mortale al ventre. Brian accompagna disperato entrambe le donne in ospedale, dove incontra il collega della moglie che lo mette al corrente dell'esito degli esami del DNA . Adesso anche lui sa che quella che credeva essere un'amica generosa è in realtà una pericolosa bugiarda. L'uomo comunque decide di mentire a Katie, riferendole che Angela non ce l'ha fatta a sopravvivere, sapendo che questa (falsa) notizia l'avrebbe tranquillizzata e messa nelle condizioni migliori per affrontare il parto d'urgenza. Una volta uscita dalla sala operatoria, però, accompagna la donna a vedere il neonato attraverso la vetrata della nursery rivelandole all'orecchio che quella per lei sarebbe stata "la sua prima ed ultima volta". Brian entra nel nido e insieme ad Angela, che in realtà è viva e vegeta, prendono in braccio il piccolo arrivato, mentre Katie ormai impazzita per essere stata scoperta si dibatte ed urla, finché non viene portata via dagli agenti di Polizia.